# Liste der Monuments historiques in Champneuville
Die Liste der Monuments historiques in Champneuville führt die Monuments historiques in der französischen Gemeinde Champneuville auf.

## Liste der Objekte
| Bezeichnung                      | Beschreibung                 | Standort                                        | Kennzeichnung | Schutzstatus | Datum | Bild |
| -------------------------------- | ---------------------------- | ----------------------------------------------- | ------------- | ------------ | ----- | ---- |
| Reliquiar des heiligen Madalveus | Messing, versilbert, um 1820 | in der Kirche Notre-Dame-de-l’Assomption (Lage) | PM55001681    | Inscrit      | 2004  |      |